# Kuerschneria
Kuerschneria je biljni rod iz koljena mahovnjača (Bryophyta), čiji je jedini predstavnik K. laevigata, a pripada porodici Sematophyllaceae.
Rod je dobio ime u čast profrsora Dr. Haralda Kürschnera čija je vrsta K. laevigata otkrivena u Brazilu, gdje raste kao endem. Prema istom profesoru imena su dobile i vrste Lejeunea kuerschneriana iz Kenije i Ceratolejeunea kuerschneri iz Gabona.

## Vanjske poveznice
- The Plant List